# 25455 Anissamak
25455 Anissamak este un asteroid din centura principală de asteroizi.

## Descriere
25455 Anissamak este un asteroid din centura principală de asteroizi. A fost descoperit pe 5 decembrie 1999 la Socorro, New Mexico, în cadrul proiectului LINEAR. Asteroidul prezintă o orbită caracterizată de o semiaxă mare de 2,42 ua, o excentricitate de 0,07 și o înclinație de 5,3° în raport cu ecliptica.